# Черний Осим
Че́рний Осим (болг. Черни Осъм) — село в Ловецькій області Болгарії. Входить до складу общини Троян.

## Населення
За даними перепису населення 2011 року у селі проживали 845 осіб.
Національний склад населення села:
| Національність   | Кількість осіб | Відсоток |
| ---------------- | -------------- | -------- |
| болгари          | 705            | 93,8%    |
| турки            | 37             | 4,9%     |
| цигани           | 5              | 0,7%     |
| Всього відповіли | 752            |          |

Розподіл населення за віком у 2011 році:
Динаміка населення: